# Vicenç Comas (organista)
Vicenç Comas   (València, 20 d'abril de 1811 - Jerusalem, 10 de novembre de 1884) nom abreujat de Vicente Comas Casasayas va ser un organista d'origen valencià i pares catalans.
El maig del 1829 es va postular a una plaça d'organista a la catedral de Girona on va aconseguir el segon lloc, posteriorment el 1831 guanya la plaça d'organista a Morella i el 1852 es trasllada a Terol per fer-se càrrec de l'orgue de la catedral. El 1858 prengué l'hàbit franciscà. Fou el primer professor del tenor Andrés Marín. El 1859 es traslladà a Terra Santa on fou orangista del Convent de Jerusalem o Convent del Sant Sepulcre i posterior-ment del de Sant Salvador fins a la seua mort.
Les seves composicions foren exclusivament religioses, i destaquen Trisagi (1834), Missa en re major (1846), Missa en si bemoll (1856), l'himne Deum nostrum (1882), salms i un magníficat.
Un organista homònim va ser a Banyoles.